# وان ریبیک پارک
وان ریبیک پارک (به لاتین: Van Riebeeck Park) یک شهرک در آفریقای جنوبی است که در Ekurhuleni Metropolitan Municipality واقع شده‌است.